# Federal Signal Streethawk

Das Logo auf einem Balken

Der Federal Signal Streethawk Lightbar ist der in den USA meist eingesetzte Warnbalken, der dem Zweck der deutschen Kennleuchte entspricht, auf Polizei- und anderen Rettungsfahrzeugen. Er wurde ab etwa 1980 gebaut und ist in zahlreichen Filmen wiederzufinden. Er wird heute nur noch in der Ausführung für kommunale Fahrzeuge – also mit orangefarbenen Hauben – hergestellt.

## Technik
Ein Federal-Signal-Warnbalken verfügt mindestens über vier Rundumkennleuchten (Rotoren), von welchen sich jeweils zwei im rechten und linken Abschnitt befinden und mit farbigen, lichtdurchlässigen Hauben (englisch domes) abgedeckt sind. Verfügbare Farben: blau, rot, weiß (durchsichtig), orange (englisch amber) und selten grün, welches meist nur von britischen Notärzten benutzt wird. Die Variante mit Sirene kann mit jeweils zwei Lichtern nach vorne, hinten und zu den Seiten ausgestattet werden. Diese Lichter können in den oben genannten Abdeckungsfarben bestellt werden. An Plätzen, wo keine Lichter erwünscht sind, werden schwarze, lichtundurchlässige Abdeckungen angebracht. Entweder leuchten diese Scheinwerfer oder blinken abwechselnd (Alternating Flash-light). Die Blink-Kombinationen sind mit jedem Licht frei steckbar. Somit kann jedes zweite Licht unterschiedlich blinken. Diese Möglichkeit wird jedoch im Normalfall nicht eingesetzt. In der Ausführung für kommunale Fahrzeuge und der Ausführung ohne Sirene und silbernem Schutzgitter in der Mitte des Balkens kann eine dritte zu durchleuchtende Abdeckung in den oben genannten Farben und einem Rotor seinen Platz finden. Außerdem können wiederum jeweils zwei Scheinwerfer nach vorne und hinten installiert werden. Somit kann eine voll ausgestattete Sondersignalanlage ohne Sirene bis zu 10 Scheinwerfer und 5 Rotoren besitzen.